# Dick R. Bohrnstedt
 (mars 2022).
Si vous disposez d'ouvrages ou d'articles de référence ou si vous connaissez des sites web de qualité traitant du thème abordé ici, merci de compléter l'article en donnant les références utiles à sa vérifiabilité et en les liant à la section « Notes et références ».
Dick R. Bohrnstedt, né le 28 avril 1950 à Redlands, est un joueur américain de tennis.

## Carrière
1/8 de finaliste à l'Open d'Australie en décembre 1977.